# Jan Štefela
Jan Štefela (* 20. dubna 2001) je český atlet, reprezentant ve skoku do výšky.
Jeho největším úspěchem je zisk stříbrné medaile na halovém mistrovství Evropy 2025 v nizozemském Apeldoornu. V mládežnických kategoriích vybojoval v roce 2021 zlatou medaili na ME do 23 let v estonského Tallinnu.
Premiéru na velké akci mezi dospělými zažil na ME 2022 v Mnichově. Podařilo se mu postoupit do finále a obsadil 7. příčku.
V březnu 2024 na halovém mistrovství světa v Glasgow skončil výkonem 224 cm na pátém místě. Zaznamenal tak nejlepší umístění z celé české výpravy. Stejné umístění zopakoval i v červnu na mistrovství Evropy v Římě.

## Osobní rekordy

### Dráha
- skok do výšky – 233 cm – 28.června 2025,  Madrid

### Hala
- skok do výšky – 230 cm – 16. ledna 2024, Praha[4]